# CA Platense (Montevideo)
Club Atlético Platense – urugwajski klub piłkarski założony 1 maja 1935, z siedzibą w mieście Montevideo.

## Historia
Klub założony został 1 maja 1935 i gra obecnie w trzeciej lidze urugwajskiej Primera División Amateur.

## Osiągnięcia
- Mistrz trzeciej ligi urugwajskiej (4): 1964, 1981, 1994, 2005